# Copernicia brittonorum
Espèce
Synonymes
- Copernicia brittonorum var. acuta León[1]

Statut de conservation UICN

 VU B1+2e : Vulnérable
Copernicia brittonorum est une espèce de plantes de la famille des Arecaceae.

## Liste des variétés
Selon Tropicos (9 avril 2019) (Attention liste brute contenant possiblement des synonymes) :
- variété Copernicia brittonorum var. acuta León
- variété Copernicia brittonorum var. sabaloense León

## Publication originale
- Revista de la Sociedad de Cuba 4: 19. 1931.